# Demòcrates 66
Els Demòcrates 66 (en neerlandès Democraten 66, abreviat D66) és un partit polític neerlandès fundat el 14 d'octubre de 1966 per 44 persones, com el periodista Hans van Mierlo i Hans Gruijters, regidor d'Amsterdam. El 10 d'octubre de 1966 van fer una crida a reprendre les institucions democràtiques i a abandonar la política de polarització pròpia del segle xix, i a adoptar una ideologia basada en el pragmatisme i en l'avenç de la ciència política. El nom fa referència al Partit Demòcrata dels Estats Units, i la seva ideologia aplega progressisme liberal i democràcia radical.

## Història
Liderat per Mierlo, es presentà per primer cop a les eleccions de 1967 i obté 7 escons. El 1971 va obtenir 4 escons addicionals i formà un gabinet a l'ombra amb el PvdA i el Partit Polític dels Radicals. A les eleccions de 1972 tots tres partits formaren el Progressief Akkoord (PAK) amb un programa electoral comú Keerpunt '72, però només va obtenir sis escons. L'aliança guanyà les eleccions però no obtingué la majoria, i formà un gabinet extraparlamentari amb elements progressistes del Partit Antirevolucionari (PAR) i del Partit Popular Catòlic (KVP), liderat per Joop den Uyl. Van Mierlo va abandonar aleshores el partit i fou substituït per Jan Terlouw, mentre Gruijters era nomenat ministre d'habitatge.
Entre 1972 i 1974 va perdre bona part de la seva militància, de manera que a les eleccions provincials de 1974 la seva representació a la Cambra Alta (Eerste Kamer) restà reduïda a la meitat, i es plantejà fins i tot dissoldre's. Però els esforços de Terlouw ho van impedir i el 1975 començà a recuperar-se, de manera que a les eleccions de 1977 va recuperar dos escons perduts. A les de 1981 va arribar als 17 escons i entrà a formar part del govern de la CDA i PvdA, caracteritzat pel caràcter polèmic i els enfrontaments entre el cap Dries van Agt i el ministre den Uyl. Quan el PvdA deixà el govern continuà en la coalició, i a les eleccions de 1982 va perdre la dos terços del seu suport i reduït a sis escons. Terlouw es retirà i fou substituït per Maarten Engwirda.
El 1986 van Mierlo tornà a les regnes del partit i s'oposà a la marginació del CDA en el govern format per CDA i PvdA. A les eleccions de 1986 va guanyar tres escons i a les de 1989 tres més (12 en total), cosa que li va permetre intentar formar part d'un govern de coalició amb CDA i PvdA, però finalment en fou marginat. Això no li va impedir doblar a 24 la seva representació a les eleccions de 1994, i així formà part de la ‘'coalició porpra amb PvdA i VVD. Així imposà en lleis algunes propostes seves sobre el referèndum, legislació de l'eutanàsia i el matrimoni homosexual, així com propostes econòmiques centristes. Van Mierlo fou ministre d'exteriors.
A les eleccions de 1998 va perdre 10 escons, que passaren als seus socis de coalició. Tot i això, i no ser necessari, formà part novament del govern de coalició dirigit ara per Els Borst, antic ministre de salut. Alhora, el sector més jove del partit, els Opschudding, exigien una política més liberal. El 1999 les seves propostes sobre el referèndum foren rebutjades pel vot en contra del dirigent del VVD Hans Wiegel, cosa que va fer que abandonessin el govern. Tornà amb la promesa de revisar-ho i l'elecció dels alcaldes mitjançant eleccions directes.
A les eleccions de 2002 fou trasbalsat per la irrupció de la Llista Pim Fortuyn i només va obtenir 7 escons. A les de 2003 en va perdre un més. El seu cap, Boris Dittrich, va permetre la formació d'un nou govern de coalició amb CDA i VVD. Però el seu model d'elecció dels alcaldes fou rebutjat el 2005. Poc després Alexander Pechtold fou escollit cap del partit.
A les municipals de 2006 va perdre bona part del seu suport i poc després retirà suport al govern, provocant noves eleccions. A les eleccions legislatives neerlandeses de 2006 va perdre la meitat dels escons i només li en quedaren tres.

## Nom i logotip
En la seva fundació, el partit s'anomenava Demòcrates '66. El nom feia referència a l'objectiu del partit de democratització radical i a l'any de fundació, que suposadament havia de transmetre una imatge moderna. El 1981 es va deixar caure l'apòstrof en l'actual denominació.
| 1966–1984 | 1985–2001 | 2002–2006 | 2006–2008 | 2008–2019 | 2019–present |
| --------- | --------- | --------- | --------- | --------- | ------------ |
|           |           |           |           |           |              |

## Resultats electorals

### Cambra de Representants
| Any  | Lider              | Vots      | %         | Escons   | +/– | Govern   |
| ---- | ------------------ | --------- | --------- | -------- | --- | -------- |
| 1967 | Hans van Mierlo    | 307,810   | 4.4 (#7)  | 7 / 150  | Nou | Oposició |
| 1971 | Hans van Mierlo    | 427,720   | 6.7 (#5)  | 11 / 150 | 4   | Oposició |
| 1972 | Hans van Mierlo    | 307,048   | 4.1 (#8)  | 6 / 150  | 5   | Coalició |
| 1977 | Jan Terlouw        | 452,423   | 5.4 (#4)  | 8 / 150  | 2   | Oposició |
| 1981 | Jan Terlouw        | 961,121   | 11.0 (#4) | 17 / 150 | 9   | Coalició |
| 1982 | Jan Terlouw        | 351,278   | 4.3 (#4)  | 6 / 150  | 11  | Oposició |
| 1986 | Hans van Mierlo    | 562,466   | 6.1 (#4)  | 9 / 150  | 3   | Oposició |
| 1989 | Hans van Mierlo    | 701,934   | 7.9 (#4)  | 12 / 150 | 3   | Oposició |
| 1994 | Hans van Mierlo    | 1,391,202 | 15.5 (#4) | 24 / 150 | 12  | Coalició |
| 1998 | Els Borst          | 773,497   | 9.0 (#4)  | 14 / 150 | 10  | Coalició |
| 2002 | Thom de Graaf      | 484,317   | 5.1 (#7)  | 7 / 150  | 7   | Oposició |
| 2003 | Thom de Graaf      | 393,333   | 4.0 (#7)  | 6 / 150  | 1   | Coalició |
| 2006 | Alexander Pechtold | 193,232   | 2.0 (#8)  | 3 / 150  | 3   | Oposició |
| 2010 | Alexander Pechtold | 654,167   | 6.9 (#6)  | 10 / 150 | 7   | Oposició |
| 2012 | Alexander Pechtold | 757,091   | 8.0 (#6)  | 12 / 150 | 2   | Oposició |
| 2017 | Alexander Pechtold | 1,285,819 | 12.2 (#4) | 19 / 150 | 7   | Coalició |
| 2021 | Sigrid Kaag        | 1,565,861 | 15.0 (#2) | 24 / 150 | 5   | Coalició |
| 2023 | Rob Jetten         | 647,297   | 6.26 (#5) | 10 / 150 | 14  | TDB      |

### Senat
| Any  | Vots   | %          | Escons  | +/– | Govern             |
| ---- | ------ | ---------- | ------- | --- | ------------------ |
| 1971 |        | (#6)       | 6 / 75  | Nou | Oposició           |
| 1974 |        | (#8)       | 3 / 75  | 3   | Coalició           |
| 1977 |        | (#10)      | 0 / 75  | 3   | Extra-parlamentari |
| 1980 |        | (#5)       | 2 / 75  | 2   | Oposició           |
| 1981 |        | (#4)       | 4 / 75  | 2   | Coalició           |
| 1983 |        | (#4)       | 6 / 75  | 2   | Oposició           |
| 1986 |        | (#4)       | 6 / 75  |     | Oposició           |
| 1987 |        | (#4)       | 5 / 75  | 1   | Oposició           |
| 1991 |        | (#4)       | 12 / 75 | 7   | Oposició           |
| 1995 |        | (#4)       | 7 / 75  | 5   | Coalició           |
| 1999 | 8,542  | 5.4 (#5)   | 4 / 75  | 3   | Coalició           |
| 2003 | 7,087  | 4.4 (#6)   | 3 / 75  | 1   | Coalició           |
| 2007 | 3,270  | 2.0 (#8)   | 2 / 75  | 1   | Oposició           |
| 2011 | 12,651 | 7.62 (#6)  | 5 / 75  | 3   | Oposició           |
| 2015 | 21,997 | 13.01 (#3) | 10 / 75 | 5   | Oposició           |
| 2019 | 15,154 | 8.75 (#5)  | 7 / 75  | 3   | Coalició           |
| 2023 | 11,144 | 6.23 (#6)  | 5 / 75  | 2   | Coalició           |

### Parlament Europeu
| Any  | Vots    | %          | Escons | +/– | Notes  |
| ---- | ------- | ---------- | ------ | --- | ------ |
| 1979 | 511,967 | 9.03 (#4)  | 2 / 25 | Nou | [ 2 ]  |
| 1984 | 120,826 | 2.28 (#7)  | 0 / 25 | 2   | [ 3 ]  |
| 1989 | 311,990 | 5.95 (#5)  | 1 / 25 | 1   | [ 4 ]  |
| 1994 | 481,826 | 11.66 (#4) | 4 / 31 | 3   | [ 5 ]  |
| 1999 | 205,623 | 5.80 (#6)  | 2 / 31 | 2   | [ 6 ]  |
| 2004 | 202,502 | 4.25 (#8)  | 1 / 27 | 1   | [ 7 ]  |
| 2009 | 515,422 | 11.32 (#5) | 3 / 25 | 2   |        |
| 2009 | 515,422 | 11.32 (#5) | 3 / 26 | =   | [ 8 ]  |
| 2014 | 735,825 | 15.48 (#1) | 4 / 26 | 1   | [ 9 ]  |
| 2019 | 389,692 | 7.09 (#6)  | 2 / 26 | 2   |        |
| 2019 | 389,692 | 7.09 (#6)  | 2 / 29 | =   | [ 10 ] |
| 2024 | 522,815 | 8.40 (#5)  | 3 / 31 | 1   |        |